# Tau4 Eridani
Pour les étoiles possédant cette désignation de Bayer, voir Tau Eridani.
Désignations
Tau4 Eridani (τ4 Eri) est une étoile binaire de quatrième magnitude de la constellation de l'Éridan. D'après la mesure de sa parallaxe annuelle par le satellite Hipparcos, le système est situé à environ 300 années-lumière de la Terre. Il se rapproche du Système solaire à une vitesse radiale de −42 km/s.
La composante la plus brillante, désignée Tau4 Eridani A, est une géante rouge de type spectral M3 III-IIIa Ca-1, ayant une luminosité bien supérieure à celle du Soleil[évasif]. C'est une étoile variable semi-régulière de type SRs dont la magnitude apparente varie entre 3,57 et 3,78 sur une période de 23,8 jours,. Son compagnon, Tau4 Eridani B, est une étoile de magnitude 9,5 située à 5,7 secondes d'arc d'elle.